# Distichophyllum krausei
Distichophyllum krausei är en bladmossart som beskrevs av Mitten 1885. Distichophyllum krausei ingår i släktet Distichophyllum och familjen Hookeriaceae. Inga underarter finns listade i Catalogue of Life.